# روابط آلمان و اتحاد شوروی پیش از ۱۹۴۱
روابط آلمان و اتحاد شوروی از اواخر جنگ جهانی اول پدیدار گشت. عهدنامه برست-لیتوفسک منجر به پایان خصومت آلمان و روسیه شوروی در ۳ مارس ۱۹۱۸ شد. چند ماه بعد، سفیر آلمان در مسکو توسط حزب چپ سوسیالیست با هدف برهم زدن رابطه بین دو طرف کشته شد. بعد از این حادثه سفیر شوروی در آلمان به سبب حمایت جنبش‌های غیرقانونی کمونیستی از آلمان اخراج شد. روابط دو کشور در سال ۱۹۳۳ با به قدرت رسیدن آدولف هیتلر و پایه‌گذاری رایش سوم به پایان رسید.
آلمان بعد از شکست در جنگ جهانی اول، تحت فشار مفاد پیمان ورسای قرار داشت. جنگ داخلی روسیه، آلمان و شوروی را به طردشدگان بین‌المللی تبدیل کرد. همین زمان، پویایی روابط دو کشور به سبب عدم اعتماد به طرف مقابل و ترس از خروج آن از انزوای دیپلماتیک و روی آوردن به فرانسه شکل گرفت. روابط اقتصادی دو طرف در سال ۱۹۳۳، زمانی که آدولف هیتلر به قدرت رسید، کاهش یافت. با این حال، روابط اواخر دهه ۱۹۳۰ از سر گرفته شد و با پیمان مولوتوف-ریبنتروپ در سال ۱۹۳۹ با اخذ چندین قرارداد تجاری به اوج خود رسید.

## جمهوری وایمار و روسیه شوروی

### انقلاب، پایان جنگ جهانی اول و پیمان راپالو

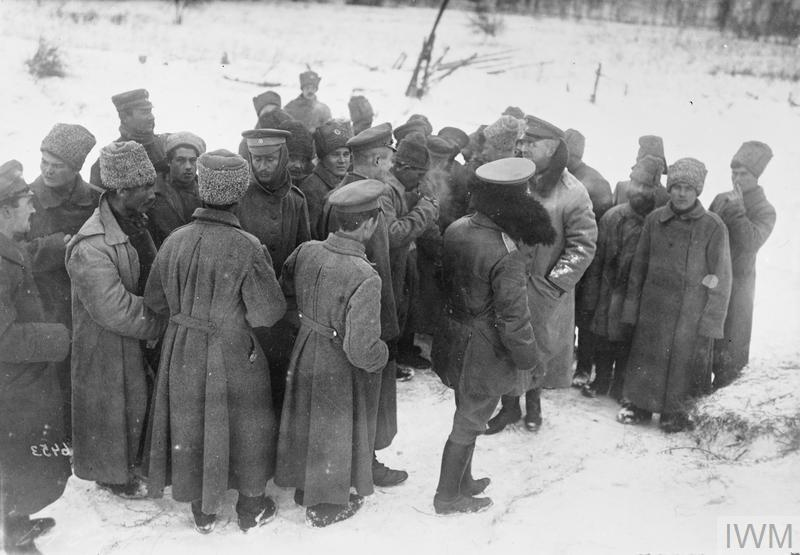
سربازان آلمانی و بلشویک در منطقه رودخانه یاسلدا، فوریه ۱۹۱۸

نتیجه جنگ جهانی اول برای آلمان و روسیه شوروی فاجعه بار بود. در طول جنگ، ولادیمیر لنین هیچ وادار به به‌رسمیت شناختن استقلال فنلاند، استونی، لتونی، لیتوانی و لهستان شد. علاوه بر این، در برابر پیشروی نظامی آلمان، روسیه شوروی مجبور شد بر اساس پیمان برست-لیتوفسک بخش‌های بزرگی از قلمرو غربی روسیه را به امپراتوری آلمان واگذار کند. روز ۱۱ نوامبر سال ۱۹۱۸، آلمان پیمان آتش‌بس با متفقین را به امضا رساند که منجر به پایان جنگ جهانی اول در جبهه غرب شد. پس از شکست آلمان، سربازان بریتانیایی، فرانسوی و ژاپنی شروع به دخالت در جنگ داخلی روسیه کردند.
در ابتدا، شوروی نسبت به وقوع یک انقلاب سوسیالیستی در آلمان به عنوان بخشی از «انقلاب جهانی» امیدوار بود. بلشویک‌ها در جنگ شوروی و لهستان بین سال‌های ۱۹۱۹ و ۱۹۲۰ درگیر شدند. از آنجایی که لهستان یک دشمن سنتی آلمان بود و از طرفی دولت شوروی نیز بین کشورهای دیگر منزوی شده بود، شروع به ایجاد یک رابطه نزدیک‌تر با آلمان و اتخاذ یک نگرش بسیار نرم‌تر نسبت به این کشور کرد.

## رایش سوم و شوروی

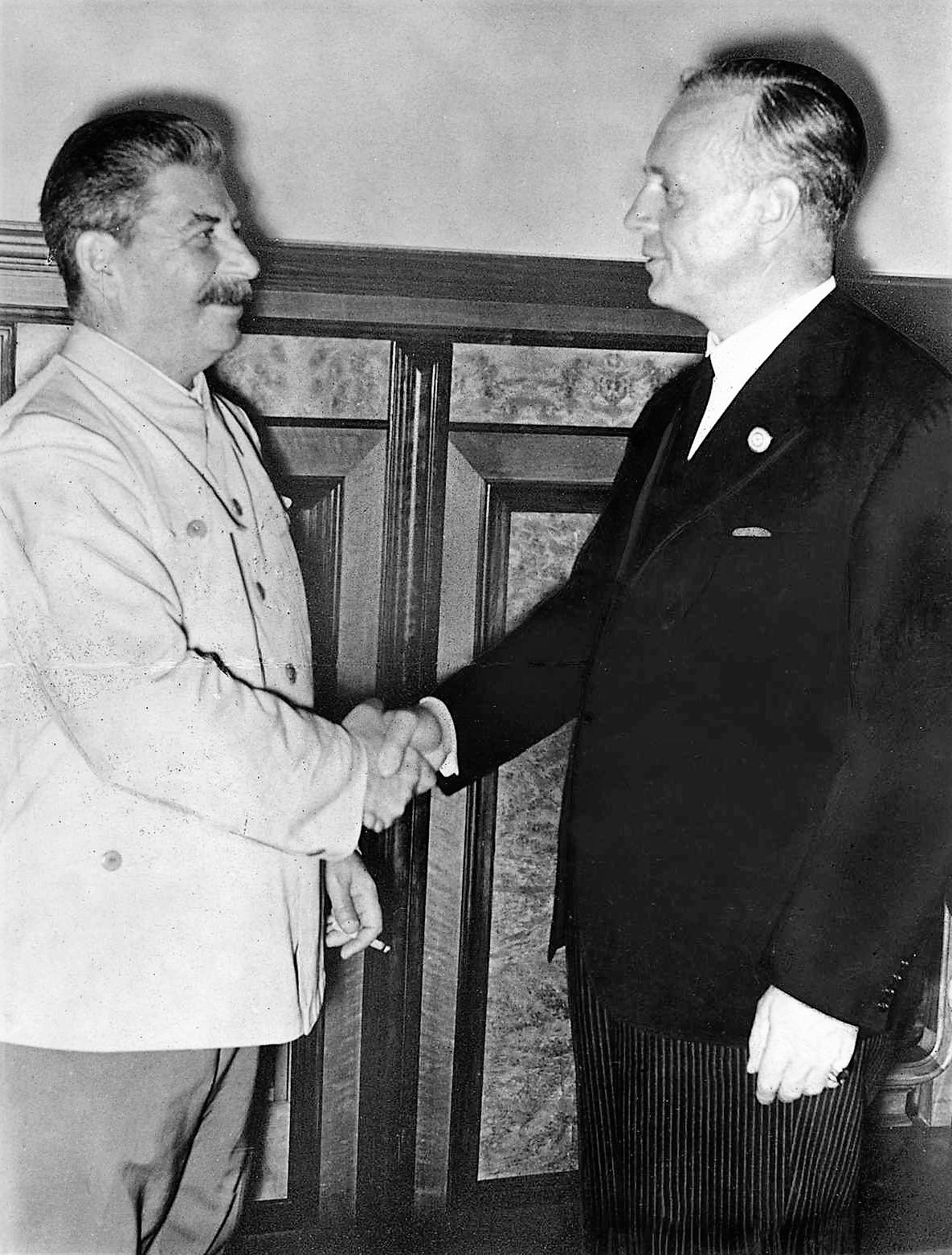
استالین و ریبنتروپ (وزیر امور خارجه آلمان) در امضای پیمان عدم تجاوز، 23 اوت 1939

### پیمان مولوتوف-ریبنتروپ و آغاز جنگ جهانی دوم
بدون امنیت راهبردی که برای آلمان پس از امضای پیمان مولوتوف-ریبنتروپ در شرق ایجاد شد و پشتیبانی اقتصادی که شوروی برای آن فراهم آورد، این کشور احتمالاً نمی‌توانست پس از آغاز جنگ جهانی دوم، شرایط را مدیریت کند. اگر مسکو به محاصره اقتصادی بریتانیا علیه آلمان می‌پیوست اقتصاد جنگی آلمان احتمالاً در مدت زمانی کوتاهی فلج می‌شد. در ابتدای جنگ آلمان به منابع خارجی برای تأمین ۸۰ درصد از لاستیک، ۶۵ درصد از قلع، ۷۰ درصد از مس، ۵۰ درصد از سرب و ۲۵ درصد از روی مورد نیاز خود، به عنوان مهم‌ترین مواد اولیه، وابسته بود. در این وضعیت آلمان حتی برای واردات این مواد از کشورهای منطقه بالتیک هم تا حدودی به پیش‌نیازهای سیاسی در رابطه با شوروی احتیاج داشت. بالاتر از همه پیمان با شوروی موقعیت جغرافیایی نامطلوب آلمان را خنثی کرد و به این کشور اجازه داد پس از مغلوب کردن سریع لهستان، توان نظامی خود را بر مرزهای غربی متمرکز کند. تا هنگامی که شوروی رابطه خوبی با آلمان داشت خطر جنگ دو جبهه‌ای فشاری بر آلمان متحمل نمی‌ساخت.

### تلاش برای دستیابی به توافق سیاسی
درحالیکه که رهبران شوروی خود را به عنوان نخستین حاکمیت سوسیالیستی، در محاصره قدرت‌های سرمایه‌داری می‌دیدند و جنگ با این قدرت‌ها را غیرقابل اجتناب می‌پنداشتند، مسکو به منظور خریدن زمان جهت تکمیل آماده‌سازی خود برای این جنگ، مایل به ادامه همکاری‌ها با آلمانِ ناسیونال سوسیالیستی بود. در همین حال نگرانی و بی‌اعتمادی از رویکرد آلمان نسبت به «منافع امنیتی شوروی» در ناحیه بالتیک و بالکان وجود داشت؛ چرا که حضور آلمان در فنلاند و رومانی برای شوروی تهدیدآمیز تلقی می‌شد. شوروی با آگاهی از سیاست‌های ضد-شوروی طرف دیگر، به دنبال «مشخص‌سازی بلند مدت حدود منافع متقابل» بود. با وجود آغاز آماده‌سازی‌ها برای یک درگیری نظامی با شوروی، در سفر ماه نوامبر سال ۱۹۴۰ ویاچسلاو مولوتوف، وزیرخارجه شوروی به برلین، هیتلر نیز از امید خود برای حفظ صلح بین دو طرف سخن گفت. یواخیم فن ریبنتروپ، وزیرخارجه آلمان ابراز می‌دارد هیتلر تا این زمان همچنان امیدوار به رسیدن به یک توافق پایدار با شوروی بود. در ملاقات روز ۱۳ نوامبر هیتلر و مولوتوف به مذاکره در ارتباط حوزه نفوذ خود در نقاط مختلف جهان پرداختند. یکی از مسائل مورد اختلاف استقلال فنلاند بود که آلمان اصرار بر حفظ وضع موجود تا پایان جنگ با بریتانیا داشت اما شوروی خواهان خروج نیروهای آلمانی از آن و ضمیمه شدن فنلاند به خاک خود بود. آلمان و شوروی همچنین بر سر منطقه بالکان اختلاف نظر داشتند. شوروی تضمین استقلال رومانی توسط آلمان را علیه منافع خود می‌دید. آلمان این مسئله را برای مدتی ضروری و پس گرفتن آن را غیرممکن می‌دانست. در مقابل تضمین استقلال بلغارستان توسط شوروی و حضور نیروهای آن در این کشور مطرح شد که موجب رنجش هیتلر و ترک جلسه توسط او بدون پاسخ گشت. به هر صورت ملاقات بین وزرای خارجه دو طرف ادامه یافت. فن ریبنتروپ به مولوتوف پیشنهاد کرد شوروی به جای غرب رو به جنوب آورد و به پیمان سه‌جانبه ملحق شود. بدین شکل آلمان عملا از شوروی می‌خواست جهت حفظ صلح، به جای فنلاند و بالکان بر ایران و عراق مسلط گردد. مولوتوف به مسکو بازگشت تا در این رابطه با استالین مشورت کند. پاسخ روز ۲۵ نوامبر شوروی آن چیزی نبود که آلمان انتظار داشت. شوروی پیشنهاد کرد به پیمان سه‌جانبه بپیوندد و رو به جنوب آورد به شرط آن که: ۱- نیروهای آلمانی از فنلاند عقب کشیده شوند. ۲- دست شوروی برای حمله به ترکیه جهت تسلط بر تنگه‌های داردانل و بسفر، باز گذاشته شود. ۳- بلغارستان یک پیمان یاری دو طرفه با شوروی امضا و پایگاه‌های نظامی در طول ساحل دریای سیاه به آن اعطا کند. آلمان هیچگاه رسماً به این پیشنهاد شوروی پاسخی نداد تا روابط بین آن‌ها هر چه بیشتر رو به وخامت بگذارد.

### طرح‌ریزی آلمان برای تهاجم به شوروی
پیش از این هیتلر در دیدار روز ۴ نوامبر با سران فرماندهی عالی ورماخت و فرماندهی عالی نیروی زمینی آلمان، شوروی را «مشکل عظیم اروپا» خواند و خواهان آماده‌سازی برای هنگام بروز تقابل شد. او همچنین در فرمان شماره ۱۸ پیشوا در روز ۱۲ نوامبر، دستور به ادامه آماده‌سازی بدون توجه به نتیجه مذاکرات سیاسی با شوروی داد. تلاش شوروی برای محقق ساختن حداکثری منافع خود، در نزد آلمانی‌ها گونه‌ای از «اخاذی» دیده می‌شد که تهدیدی بلندمدت برای منافع رایش بود؛ تهدیدی که می‌بایست از میان می‌رفت. هیتلر دیگر یک راه‌حل سیاسی برای منافع متناقض آلمان و شوروی در اروپا را غیرممکن می‌پنداشت. با افزوده شدن مجارستان، اسلواکی و رومانی به اردوی آلمان، این کشور تا پایان ماه نوامبر عملاً یک ائتلاف علیه شوروی به وجود آورد.
کلیات طرح‌ریزی آلمان برای تهاجم به شوروی که از ماه ژوئیه آغاز شده بود، روز ۵ دسامبر به تأیید هیتلر رسید. هیتلر با صدور فرمان شماره ۲۱ پیشوا روز ۱۸ دسامبر عملیات بارباروسا را ورماخت را موظف به اجرای آن کرد. بر این مبنی ورماخت سعی می‌کرد شوروی را در یک تهاجم سریع درهم بشکند. هدف عملیاتی آلمان انهدام نیروی انسانی ارتش سرخ شوروی بود. فنلاند و رومانی متحدان آلمان در این عملیات به حساب می‌آمدند. بدین طریق آلمان علاوه بر رسیدن به هژمونی در اروپا، یکی از متحدان احتمالی بریتانیا را نیز از میان برمی‌داشت و با سلطه بر منابع شوروی در مقابل هر گونه محاصره و تهاجم شکست‌ناپذیر می‌شد. به زعم رهبران آلمان این عمل می‌بایست در سال ۱۹۴۱ صورت می‌گرفت چرا که پس از آن ایالات متحده به موقعیتی دست میافت که می‌توانست در این امر مداخله کند.
در این حال در طرف مقابل استالین نیز حاضر نبود دست از «منافع امنیتی» خود بکشد. او می‌پنداشت با وجود باقی ماندن بریتانیا در حالت جنگ با آن، آلمان با تهاجم به شوروی یک جبهه دیگر در جنگ برای خود نخواهد گشود. بدین شکل تصور می‌شد وابستگی اقتصادی آلمان به شوروی همچنان دوام یابد. انعقاد پیمان دوستی و عدم تخاصم شوروی و یوگسلاوی در روز ۵ آوریل سال ۱۹۴۱ بی‌اعتمادی هیتلر نسبت به شوروی را افزایش داد. به هر صورت اتمام سریع کارزار بالکان برای آلمان و تسلط آن بر این منطقه موجب تغییر رویکرد شوروی شد. شوروی سعی داشت با نشان دادن سیاست فعالانه بی‌طرفی و تحویل فوری مواد اولیه، آلمان را آرام نگاه دارد و سبب بازگشت روابط حسنه پیشین شود. با این حال، به منظور در موضع ضعف جلوه ندادن شوروی، تلاشی جهت صورت گرفتن مذاکرات دیپلماتیک مستقیم انجام نپذیرفت. با تجمع نیروهای آلمانی در مرزهای غربی شوروی از بهار سال ۱۹۴۱، استالین با نادیده گرفتن هشدار عوامل اطلاعاتی خود و همچنین کشورهای غربی مبنی بر تهاجم قریب‌الوقوع، آن را صرفاً «با اهداف سیاسی» می‌دانست. رهبران شوروی جنگ با آلمان را غیرقابل اجتناب می‌دیدند اما در تلاش بودند آن را دست کم تا سال ۱۹۴۲ که تصور می‌شد شرایط بیشتر به نفع آن‌ها است، به تعویق بیندازند. از این رو برای ندان بهانه به آلمان، شوروی از اقداماتی که نشان‌گر نزدیک شدن آن به بریتانیا بود، با وجود ابراز علاقه فراوان طرف بریتانیایی، اجتناب می‌کرد. نشانه دیگری این رویکرد شوروی در قبال آلمان اخراج نمایندگان دیپلماتیک کشورهایی بود که به اشغال آن درآمده بودند. شوروی تا آخرین لحظه پیش از تهاجم آلمان دست از این تلاش نکشید.

### توافقنامه مرزی و تجاری
منظور عادی جلوه دادن شرایط، آلمان و شوروی روز ۱۰ ژانویه سال ۱۹۴۱ توافقنامه در ارتباط با مسائل مرزی و تجاری با یکدیگر به امضا رسادند. با این وجود تنها یک ماه بعد، در روز ۳ فوریه، هیتلر متن تنهایی عملیات بارباروسا را تأیید کرد.